# Chryzostom Gniazdowski

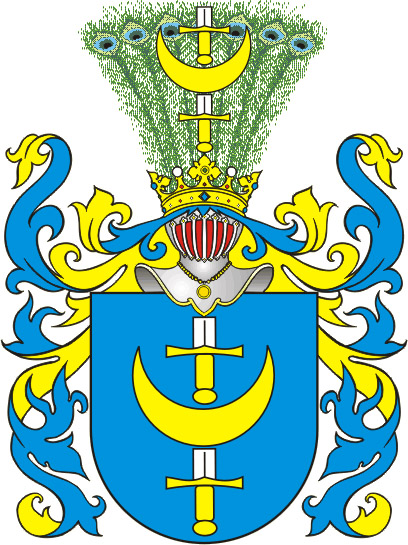
Herb Trzaska

Chryzostom Gniazdowski herbu Trzaska (zm. 1732) – pułkownik wojsk koronnych, regimentarz konfederacji tarnogrodzkiej.
Początkowo był zwolennikiem Augusta II, przeszedł jednak do obozu Stanisława Leszczyńskiego. Po zawiązaniu antysaskiej konfederacji tarnogrodzkiej pokonał Sasów pod Lesznem i zadał im krwawe straty w bitwie pod Środą Wlkp. Następnie dokonał nie lada wyczynu. Dysponując 4200 jazdy (spieszonej) i 800 piechoty, ale nie posiadając praktycznie artylerii (ledwie cztery lekkie działka), w nocnym szturmie 23/24 listopada 1715 r. zdobył zaciekle broniony przez tysiącosobową załogę (za to świetnie uzbrojoną i doświadczoną w walkach) Poznań. Należy podkreślić, iż Poznań został rozkazem Augusta II Mocnego silnie i nowocześnie ufortyfikowany w 1712 r. Następnie z oddziałem 2000 ludzi przebił się w 1716 z Wielkopolski. Pobił wojsko saskie w bitwie pod Ryczywołem, w kwietniu 1716 zawiązał konfederację województw wielkopolskich w Środzie, a 24 lipca 1716 wziął szturmem Poznań. 5 października 1716 przegrał z Sasami bitwę pod Kowalewem, gdzie Sasi dysponując silną przewagą ogniową zdziesiątkowali jego kawalerię, a następnie rozbili w centrum piechotę i artylerię. Była to najprawdopodobniej ostatnia bitwa husarii. W wyniku klęski wycofał się do Prus. W 1721 kupił Wrześnię za 180 000 złp.